# 리눅스 터미널 서버 프로젝트
리눅스 터미널 서버 프로젝트(Linux Terminal Server Project, LTSP)는 많은 사람들이 동일한 컴퓨터를 동시에 사용할 수 있도록 하는 리눅스용 자유 오픈 소스 터미널 서버이다. 이 응용 프로그램은 입력 및 출력을 처리하는 신 클라이언트(X 터미널)라는 터미널을 사용하여 서버에서 실행된다. 일반적으로 터미널은 저전력이고 하드 디스크가 없으며 움직이는 부품이 없기 때문에 데스크톱 컴퓨터보다 조용하고 안정적이다.
이 기술은 값비싼 데스크톱 컴퓨터를 구입하거나 업그레이드하지 않고도 학생들에게 컴퓨터에 대한 액세스를 제공할 수 있으므로 학교에서 유용하다. 씬 클라이언트 시스템은 전체 데스크톱 OS를 실행하는 데 더 이상 적합하지 않은 오래된 컴퓨터일 수 있으므로 컴퓨터에 대한 액세스를 개선하는 데 드는 비용이 줄어든다. RAM이 128MB에 불과한 상대적으로 느린 CPU라도 씬 클라이언트로서 탁월한 성능을 제공할 수 있다. 또한 중앙 집중식 컴퓨팅 리소스를 사용한다는 것은 여러 대의 컴퓨터를 사용하는 대신 단일 서버로 업그레이드하여 더 적은 비용으로 더 많은 성능을 얻을 수 있음을 의미한다.
기존 컴퓨터를 씬 클라이언트로 변환하면 모든 사용자 세션을 서버에서 모니터링할 수 있으므로 교육 기관에서는 학생들이 컴퓨팅 리소스를 사용하는 방식을 더 효과적으로 제어할 수 있다.
LTSP의 창립자이자 프로젝트 리더는 짐 맥퀼런
(Jim McQuillan)이며, LTSP는 GNU 일반 공중 사용 허가서의 조건에 따라 배포된다.

## 같이 보기
- 썬 레이
- 시분할 시스템
- 윈도우 멀티포인트 서버